# Nancy Fraserová
Nancy Fraserová (nepřechýleně Fraser, * 20. května 1947) je americká filosofka, feministka, zastánkyně kritické teorie a profesorka politické filosofie na The New School v New Yorku. Během své více než čtyřicetileté kariéry se věnuje otázkám spravedlnosti, kapitalismu, identity, emancipace a moci, které propojuje s omezením liberalismu. Ve svých pracích vychází z široké tradice několika filozofických škol, jako je Frankfurtská škola nebo myšlení Michela Foucaulta. Zaměřuje se na strukturální nespravedlnost a klade důraz na koncepty a ideologie, které tyto nespravedlnosti udržují. Její primární oblastí zájmu je kritika kapitalismu. Ten Fraser ovšem nevnímá jako ekonomický systém, ale jako společenský řád, který ukrývá celou škálu forem útlaku.

## Život a studium
Nancy Fraserová pochází z otcovy strany z židovské rodiny, která má kořeny sahající do východní Evropy, zejména do Polska a Litvy. Její matka pocházela z rodiny irských katolíků. Prababička z matčiny strany uprchla s židovským obchodníkem, což z ní udělalo rodinnou rebelku – a právě s touto rebelií se Nancy během svého života často ztotožňovala. Prababiččin příběh vnímá jako inspiraci pro své feministické smýšlení.
Nancy Fraserová nejprve navštěvovala veřejnou školu a později pokračovala na Bryn Mawr College, kde se původně věnovala studiu klasické řečtiny a latiny. Během studií se však začala zajímat o filosofii, která ji přitahovala svou schopností reflektovat “zápasy její doby” a právě tento zájem ji nasměroval k filosofickému zaměření. Během svých studentských let se aktivně zapojovala do různých aktivistických a feministických hnutí, například do protiválečného hnutí proti válce ve Vietnamu. Svá politická přesvědčení si začala formovat právě během svých studentských let a sama sebe označuje za neortodoxní marxistku.

## Kariéra
Během své kariéry působila jako hostující profesorka na řadě prestižních univerzit, včetně École des hautes études en sciences sociales v Paříži, kde vyučovala v letech 2008-2009. V roce 2011 zastávala pozici Chair of Rethinking Social Justice in Globalizing World na Fondation Maison des sciences de l’homme. V současnosti působí jako profesorka politické filosofie na The New School v New Yorku.

## Výzkum
Ve svém výzkumu se zaměřuje na otázky spravedlnosti v moderních společnostech, kde propojuje konflikty mezi ekonomickou redistribucí, kulturním poznáním a politickou participací. Spojuje aktivismus s filosofickou reflexí, což sama označuje za “napětí mezi politikou a filozofií”. Inspiraci čerpá z myšlenek Jürgena Habermase, Michela Foulcalta a Frankfurtské školy, které dále rozvíjí s ohledem na otázky genderu, třídy a moci.    
Vize Fraserové o inkluzivním feminismu zahrnuje aktivity směřující k překonání sexismu, patriarchátu a mužské dominance. Často ale kritizuje separatistickou povahu feministické filosofie, která podle jejího názoru velmi často zůstává mimo hlavní proud filosofického myšlení.
Ve své práci přináší perspektivu propojení feminismu s myšlenkou kapitalismu a spravedlnosti. Kniha Fortunes of Feminism: From Women’s Liberation to Identity Politics to Anti-Capitalism, jejímž autorem je právě Nancy Fraserová, dokumentuje tyto klíčové myšlenky a její přínos pro feministickou teorii. Podle ní historie druhé vlny feminismu představuje drama rozdělené do tří fází. Nejprve feministky čelily androcentrismu, poté přesunuly důraz na kulturní politiku, a nyní dochází k obnově radikálního feminismu spojeného s bojem proti neoliberalismu.
Fraserová analyzuje, jak kapitalismus historicky utlačuje ženy a to nejen ekonomicky, ale i kulturně. Označuje onu druhou vlnu feminismu za “vzbouřeneckou” sílu, která zpochybnila genderové nespravedlnosti a poukazuje zde na hluboký androcentrismus, který ovlivňuje struktury, jako jsou rodina, práce a státní správa. Ostře kritizuje neoliberalismus za to, že přejímá feministické ideály pro vlastní cíle (například skrze propagaci “dvou příjmových rodin”). Feministický odpor vůči “rodinné mzdě” byl podle ní emancipující ve státně řízeném kapitalismu, ale dnes už legitimizuje nový režim akumulace kapitálu závislý na placené práci žen.
Fraserová také rozšiřuje tradiční teorii spravedlnosti o tři klíčové dimenze:
- Redistribuce (ekonomické nerovnosti)
- Uznání (kultura a statusová rovnost)
- Reprezentace (politická participace)

Fraserová tvrdí, že aby feministické hnutí efektivně řešilo genderovou nerovnost v moderním globalizovaném světě, musí kombinovat všechny tyto dimenze a propojovat je s konceptem participační parity (rovnost účasti různých sociálních skupin na rozhodovacích procesech).
Upozorňuje však na omezení kulturního feminismu, který zdůrazňuje pouze uznání rozdílů a argumentuje, že neoliberální kapitalismus často klade důraz na identitu, aby oslabil sociální hnutí, zatímco opomíjí strukturální problémy ekonomické nerovnosti.
Se jménem Nancy Fraserové jsou nejčastěji spojovány také pojmy “marxistický feminismus” a “kritická teorie”. Z marxistické perspektivy je neplacená péče žen v domácnosti o děti a starší osoby klíčovou součástí procesu fungování kapitalismu a systémové nerovnosti v něm, jelikož umožňuje reprodukci (obnovu pracovní síly). Pro většinu společnosti je však tato práce neviditelná. Stejně to vidí i Nancy Fraserová a ve svém díle usiluje o propojení genderu a péče. Ženy jsou tedy vykořisťovány dvojím způsobem, a to v placené sféře jako pracovní síla a v té neplacené, jako nástroje péče a reprodukce. Aby došlo k odstranění ekonomické nerovnosti, navrhuje Nancy Fraserová model “univerzálního pečovatele”. Ten byl měl překonat tradiční zavedené genderové role, rovnoměrně rozdělit péči mezi všemi lidmi a usilovat o uznání péče jako hodnotné společenské činnosti.
“Společensko-výrobní činnost je naprosto nezbytná pro existenci námezdní práce, akumulaci nadhodnoty a fungování kapitalismu jako takového. Námezdní práce by nemohla existovat, kdyby neexistovaly domácí práce, výchova dětí, školní docházka, péče o city a řada dalších činností, které pomáhají vychovávat nové generace pracovníků a doplňovat stávající, stejně jako udržovat sociální vazby a společné porozumění. Stejně jako "původní akumulace" je tedy společenská reprodukce nezbytnou podmínkou pro možnost kapitalistické výroby.”

## Publikace

### Knihy
- Fraser, Nancy. Unruly Practices: Power, Discourse and Gender in Contemporary Social Theory. Minnesota: University of Minnesota Press and Polity Press, 1989.
- Benhabib, Seyla, Judith Butler a Nancy Fraser. Feminist Contentions: A Philosophical Exchange. New York: Routledge, 1994.
- Fraser, Nancy. Justice Interruptus: Critical Reflections on the “Postsocialist” Condition. New York: Routledge, 1997.
- Fraser, Nancy a Axel Honneth. Redistribution or Recognition? A Political-Philosophical Exchange. trans. Joe Golb, James Ingram a Christian Wilke. London: Verso, 2013.
- Fraser, Nancy. Qu’est-ce que la justice sociale? Reconnaissance et redistribution. Édition établie et introduction par Estelle Ferrarese. Paris: La Découverte, 2005.
- Fraser, Nancy. Reframing Justice: The 2004 Spinoza Lectures. Amsterdam: Van Gorcum, 2005.
- Fraser, Nancy. Stretching the Radical Imagination: Beyond the Unholy Alliance of Identity Politics and Neoliberalism. Verso, 2010.
- Fraser, Nancy. Scales of Justice: Reimagining Political Space in a Globalizing World. New York: Cambridge University Press, 2009.
- Fraser, Nancy. Adding Insult to Injury: Nancy Fraser Debates Her Critics. ed. Kevin Olson. Verso, 2008.

### Odborné články a kapitoly knih
- Fraser, Nancy. “Foucault on Modern Power: Empirical Insights and Normative Confusions,” Praxis International 1, č. 3 (říjen 1981): 272–287.
- Fraser, Nancy. “Foucault’s Body-Language: A Post-Humanist Political Rhetoric?”.  Salmagundi 61 (podzim 1983): 55–70.
- Fraser, Nancy. “The French Derrideans: Politicizing Deconstruction or Deconstructing the Political?”. New German Critique 33 (podzim 1984): 127–154.
- Fraser, Nancy. “Michel Foucault: A ‘Young Conservative’?”. Ethics 96, č. 1 (říjen 1985): 165–184.

### Rozhovory
- Ayala V., Luzdary. Dudas del postsocialismo: Entrevista con Nancy Fraser. El Spectador, neděle 9. listopadu 1997, s. 21-A.
- Baldauf, Anette. Keine Kulturelle Anerkennung ohne Sozial Umverteilung: Anette Baldauf im Gespräch mit Nancy Fraser. FrauenZeitung, č. 6, leden 1998.
- Es geht nicht darum, Frauen zu Männern zu machen: Nancy Fraser über Chancengleichheit im Zeitalter politischer Nullsummenspiele. Frankfurter Rundschau, pondělí 9. února 1998, s. 7.
- Izquierda del 2000: Entrevista con Nancy Fraser. Caretas, 30. dubna 1998, s. 45.
- De cómo ser iguales pero diferentes y viceversa: Justicia social y redistribución en los nuevos movimientos sociales: Entrevista con Nancy Fraser. Cuestión de Estado, č. 23, prosinec 1998, s. 20–23.
- Alldred, Pam. Not Making a Virtue of Necessity: Nancy Fraser on ‘Postsocialist’ Politics. Rozhovor v Storming the Millennium: The New Politics of Social Movements, ed. Tim Jordan a Adam Lent. Lawrence and Wishart, 1999, s. 127–139.
- Ciliv, Serra. Interview with Nancy Fraser. Cogito (Istanbul, připravováno k vydání).
- Scheele, Alexandra. Gespräch mit Nancy Fraser. Femina Politica: Zeitschrift für Politik-Wissenschaft, roč. 11, č. 1, Berlín, 1999.
- Jallon, Hughes, Yves Sintomer a Stephen Wright. Entretien avec Nancy Fraser. Mouvements, listopad–prosinec 1999.
- Williams, Jeffrey J. Politics and Philosophy: An Interview with Nancy Fraser. the minnesota review, č. 50–51, říjen 1999, s. 143–159. Přetištěno v Critics at Work: Interviews 1993–2003, ed. Jeffrey J. Williams. NYU Press, 2004, s. 202–221.[4]

## Ocenění
- Nonino Prize ‘Masters Of Our Time’ 2022
- Chevalier de la Legion d'honneur, 2018
- Award for Lifetime Contribution to Critical Scholarship, Havens Center for Social Justice, University of Wisconsin, 2018
- Nessim Habif World Prize, The Graduate Institute, Geneva, 2018
- Doctor Honoris Causa, Erasmus School of History, Culture and Communication and Faculty of Philosophy, Erasmus University Rotterdam, 2014
- Doctor Honoris Causa, Universidad Nacional de San Martin, Buenos Aires, Argentina, 2014
- International Research Chair in Social Justice, Collège d’études mondiales, Paris, 2011-2016
- Senior Fellow, Center for Advanced Studies “Justitia Amplificata,” Frankfurt, 2013
- Rosa Luxemburg Foundation Fellow, November-December 2012
- Einstein Visiting Fellow, JFK Institute for American Studies, Frei Universität, Berlin, 2010-2012
- Humanitas Visiting Professor in Women's Rights, University of Cambridge, UK, March 2011
- Doctor Honoris Causa, Roskilde University, Denmark, 2011
- Donald Gordon Fellow, Stellenbosch Institute for Advanced Studies, South Africa, 2011
- Alfred Schutz Prize in Social Philosophy, American Philosophical Association, 2010
- Chaire Blaise Pascal, École des hautes études en sciences sociales, Paris, 2008-2010

- Awarded the Doctor Honoris Causa, by the National University of Cordoba (Argentina), 2006[5]